# Ella Mai

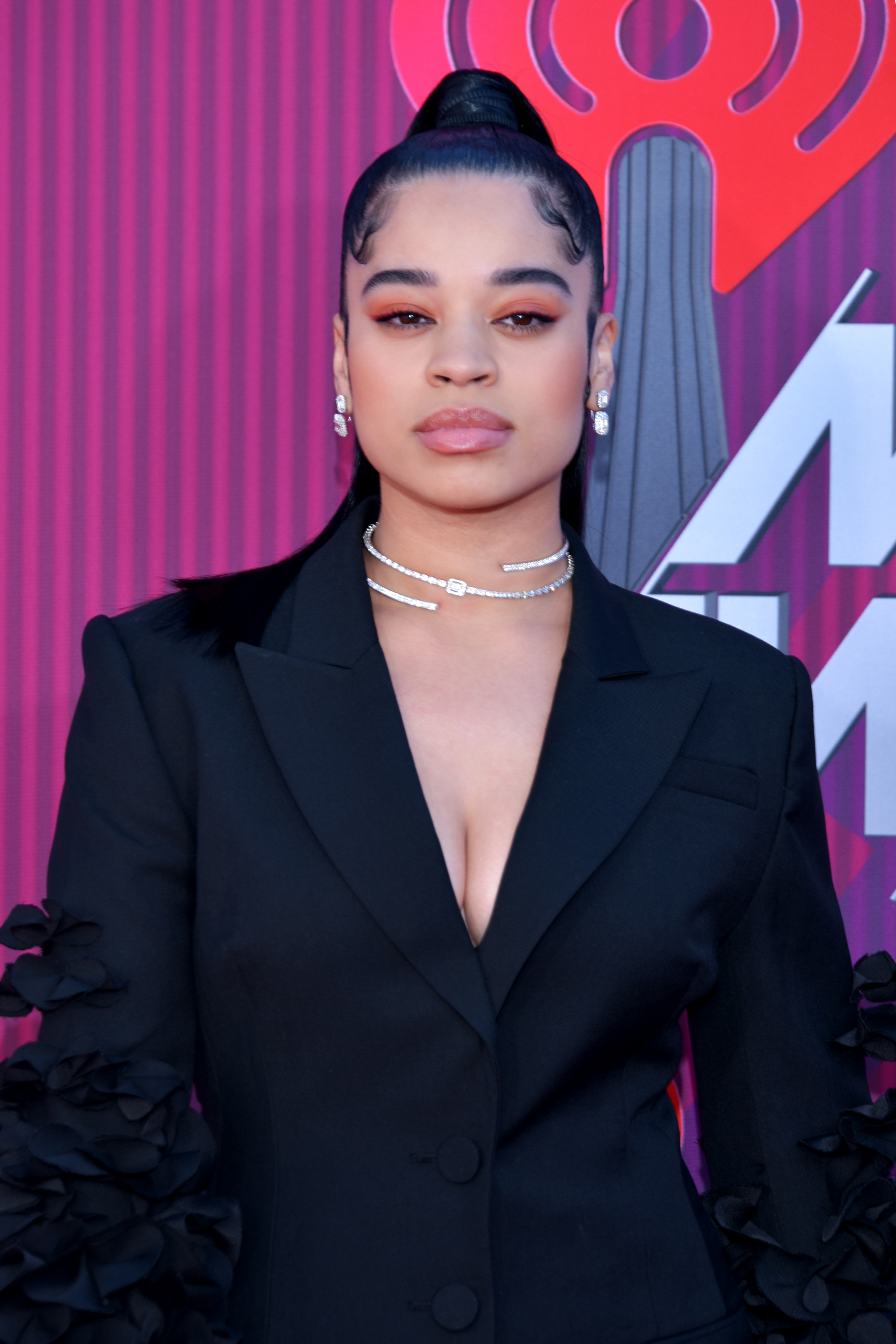
Ella Mai (2019)

Ella Mai Howell (* 3. November 1994 in London) ist eine britische R&B-Sängerin.

## Biografie
Ella Mai ist die Tochter einer jamaikanischen Mutter und eines irischen Vaters und wuchs im Südwesten von London auf. Mit zwölf Jahren ging sie nach Queens, New York, nach ihrem High-School-Abschluss kehrte sie aber wieder nach England zurück. Zusammen mit zwei anderen Sängerinnen bildete sie die R&B-Gruppe Arize. Sie bewarben sich 2014 bei The X Factor, wurden aber von der Jury nicht angenommen und lösten sich wenig später auf.
Bei der Musikplattform SoundCloud veröffentlichte sie 2015 vier eigene Songs und wurde von DJ Mustard entdeckt und beim Label 10 Summers unter Vertrag genommen. Anfang 2016 erschien die erste offizielle EP Time. Unterstützt wurde sie dabei von Ty Dolla Sign als Gast. Im selben Jahr folgte EP Nummer zwei Change, mit der sie es bereits auf Platz 20 der US-R&B-Charts brachte. Die dritte von DJ Mustard produzierte EP Ready erschien 2017, aber es dauerte ein Jahr, bis mit dem darauf enthaltenen Song Boo’d Up der Durchbruch kam. In den USA stieg es auf Platz 1 der R&B-Charts und wurde mit Vierfachplatin ausgezeichnet. In den offiziellen Charts in USA und Großbritannien und weiteren englischsprachigen Ländern konnte sich das Lied ebenfalls platzieren. Mit Trip folgte ein weiterer R&B-Hit, der als Vorläufer für ihr im Oktober 2019 erschienenes Debütalbum Ella Mai veröffentlicht wurde. Das Album erreichte Platz 5 der offiziellen Albumcharts und erreichte Platinstatus. Außerdem wurde es bei den Grammy Awards für eine Auszeichnung in der Kategorie Bestes R&B-Album nominiert.

## Diskografie

### Studioalben
| Jahr | Titel              | Höchstplatzierung, Gesamtwochen, AuszeichnungChartplatzierungen (Jahr, Titel, Platzierungen, Wochen, Auszeichnungen, Anmerkungen) | Höchstplatzierung, Gesamtwochen, AuszeichnungChartplatzierungen (Jahr, Titel, Platzierungen, Wochen, Auszeichnungen, Anmerkungen) | Höchstplatzierung, Gesamtwochen, AuszeichnungChartplatzierungen (Jahr, Titel, Platzierungen, Wochen, Auszeichnungen, Anmerkungen) | Anmerkungen                            |
| Jahr | Titel              | UK | US | R&B | Anmerkungen                            |
| ---- | ------------------ | --- | --- | --- | -------------------------------------- |
| 2018 | Ella Mai           | UK18 Gold · (12 Wo.)UK | US5 ×2Doppelplatin · (84 Wo.)US                                                                                                   | R&B4 (53 Wo.)R&B | Erstveröffentlichung: 12. Oktober 2018 |
| 2022 | Heart On My Sleeve | — | US15 (4 Wo.)US | R&B9 (1 Wo.)R&B | Erstveröffentlichung: 6. Mai 2022      |

### EPs
| Jahr | Titel  | Höchstplatzierung, Gesamtwochen, AuszeichnungChartplatzierungen (Jahr, Titel, Platzierungen, Wochen, Auszeichnungen, Anmerkungen) | Höchstplatzierung, Gesamtwochen, AuszeichnungChartplatzierungen (Jahr, Titel, Platzierungen, Wochen, Auszeichnungen, Anmerkungen) | Höchstplatzierung, Gesamtwochen, AuszeichnungChartplatzierungen (Jahr, Titel, Platzierungen, Wochen, Auszeichnungen, Anmerkungen) | Anmerkungen                             |
| Jahr | Titel  | UK | US | R&B | Anmerkungen                             |
| ---- | ------ | --- | --- | --- | --------------------------------------- |
| 2016 | Change | — | — | R&B38 (1 Wo.)R&B | Erstveröffentlichung: 18. November 2016 |
| 2017 | Ready  | — | US29 (24 Wo.)US | R&B17 (18 Wo.)R&B | Erstveröffentlichung: 22. Februar 2017  |

Weitere EPs
- 2016: Time

### Singles
| Jahr | Titel Album                                 | Höchstplatzierung, Gesamtwochen, AuszeichnungChartplatzierungen (Jahr, Titel, Album, Platzierungen, Wochen, Auszeichnungen, Anmerkungen) | Höchstplatzierung, Gesamtwochen, AuszeichnungChartplatzierungen (Jahr, Titel, Album, Platzierungen, Wochen, Auszeichnungen, Anmerkungen) | Höchstplatzierung, Gesamtwochen, AuszeichnungChartplatzierungen (Jahr, Titel, Album, Platzierungen, Wochen, Auszeichnungen, Anmerkungen) | Anmerkungen                                             |
| Jahr | Titel Album                                 | UK | US | R&B | Anmerkungen                                             |
| ---- | ------------------------------------------- | --- | --- | --- | ------------------------------------------------------- |
| 2018 | Boo’d Up Ella Mai • Ready                   | UK52 Gold · (9 Wo.)UK | US5 ×8Achtfachplatin · (35 Wo.)US | R&B4 (26 Wo.)R&B | Erstveröffentlichung: 20. Februar 2018                  |
| 2018 | Trip Ella Mai                               | UK47 Platin · (12 Wo.)UK | US11 ×6Sechsfachplatin · (27 Wo.)US | R&B6 (26 Wo.)R&B | Erstveröffentlichung: 3. August 2018                    |
| 2018 | Whatchamacallit Ella Mai                    | UK84 Silber · (1 Wo.)UK | US— PlatinUS | — | Erstveröffentlichung: 4. Oktober 2018 feat. Chris Brown |
| 2019 | Shot Clock Ella Mai                         | — | US62 ×2Doppelplatin · (16 Wo.)US | R&B27 (17 Wo.)R&B | Erstveröffentlichung: 29. Januar 2019                   |
| 2020 | Not Another Love Song Heart On My Sleeve    | — | US— PlatinUS | R&B37 (10 Wo.)R&B | Erstveröffentlichung: 2. Oktober 2020                   |
| 2022 | DFMU Heart On My Sleeve                     | — | US85 Platin · (4 Wo.)US | R&B22 (17 Wo.)R&B | Erstveröffentlichung: 28. Januar 2022 feat. Chris Brown |
| 2023 | This Is Heart On My Sleeve (Deluxe Edition) | — | US— GoldUS | R&B42 (3 Wo.)R&B | Erstveröffentlichung: 14. März 2023                     |
| 2024 | Little Things 3                             | — | US81 (7 Wo.)US | R&B31 (… Wo.)R&B | Erstveröffentlichung: 3. November 2024                  |

Weitere Singles
- 2016: 10,000 Hours (US: Platin)
- 2017: Naked (UK: Silber, US: ×2Doppelplatin )
- 2017: Anymore (Promosingle, US: Gold)
- 2022: Leave You Alone

### Gastbeiträge
| Jahr | Titel Album                      | Höchstplatzierung, Gesamtwochen, AuszeichnungChartplatzierungen (Jahr, Titel, Album, Platzierungen, Wochen, Auszeichnungen, Anmerkungen) | Höchstplatzierung, Gesamtwochen, AuszeichnungChartplatzierungen (Jahr, Titel, Album, Platzierungen, Wochen, Auszeichnungen, Anmerkungen) | Höchstplatzierung, Gesamtwochen, AuszeichnungChartplatzierungen (Jahr, Titel, Album, Platzierungen, Wochen, Auszeichnungen, Anmerkungen) | Anmerkungen                                                    |
| Jahr | Titel Album                      | UK | US | R&B | Anmerkungen                                                    |
| ---- | -------------------------------- | --- | --- | --- | -------------------------------------------------------------- |
| 2019 | 24/7 Championships               | UK66 Silber · (1 Wo.)UK | US54 Platin · (19 Wo.)US | R&B25 (20 Wo.)R&B | Erstveröffentlichung: 16. April 2019 Meek Mill feat. Ella Mai  |
| 2019 | What You Did Love and Compromise | UK90 Silber · (3 Wo.)UK | — | — | Erstveröffentlichung: 4. September 2019 Mahalia feat. Ella Mai |

Weitere Gastbeiträge
- 2019: Don’t Waste My Time (Usher feat. Ella Mai, US: Gold)
- 2019: Put It All On Me (Ed Sheeran feat. Ella Mai, UK: Silber)

## Auszeichnungen für Musikverkäufe
| Silberne Schallplatte - Vereinigtes Königreich - 2022: für das Lied She Don’t Goldene Schallplatte - Australien - 2023: für das Album Ella Mai - 2023: für die Single Shot Clock - Brasilien - 2024: für die Single Boo’d Up - 2024: für die Single Shot Clock - Kanada - 2022: für das Album Ella Mai - 2023: für das Lied Put It All On Me - 2025: für die Single What You Did - Portugal - 2022: für die Single Trip - Vereinigte Staaten - 2019: für das Lied She Don’t - 2020: für das Lied Everything - 2020: für das Lied Gut Feeling - 2024: für das Lied How | Platin-Schallplatte - Australien - 2023: für die Single Naked - 2023: für die Single Whatchamacallit - Brasilien - 2024: für die Single Trip - Neuseeland - 2021: für das Lied She Don’t - 2022: für die Single Naked 2× Platin-Schallplatte - Australien - 2023: für die Single Boo’d Up - 2023: für die Single Trip - Kanada - 2022: für die Single Boo’d Up - 2022: für die Single Trip - Neuseeland - 2023: für das Album Ella Mai - 2024: für die Single Whatchamacallit 3× Platin-Schallplatte - Neuseeland - 2023: für die Single Boo’d Up - 2024: für die Single Trip |

Anmerkung: Auszeichnungen in Ländern aus den Charttabellen bzw. Chartboxen sind in ebendiesen zu finden.
| Land/RegionAuszeichnungen für Musikverkäufe (Land/Region, Auszeichnungen, Verkäufe, Quellen) | Silber     | Gold       | Platin       | Verkäufe   | Quellen              |
| -------------------------------------------------------------------------------------------- | ---------- | ---------- | ------------ | ---------- | -------------------- |
| Australien (ARIA)                                                                            | —          | 2× Gold2   | 6× Platin6   | 490.000    | aria.com.au          |
| Brasilien (PMB)                                                                              | —          | 2× Gold2   | Platin1      | 80.000     | pro-musicabr.org.br  |
| Kanada (MC)                                                                                  | —          | 3× Gold3   | 4× Platin4   | 440.000    | musiccanada.com      |
| Neuseeland (RMNZ)                                                                            | —          | —          | 12× Platin12 | 330.000    | radioscope.co.nz NZ2 |
| Portugal (AFP)                                                                               | —          | Gold1      | —            | 5.000      | Einzelnachweise      |
| Vereinigte Staaten (RIAA)                                                                    | —          | 7× Gold7   | 25× Platin25 | 28.000.000 | riaa.com             |
| Vereinigtes Königreich (BPI)                                                                 | 6× Silber6 | 2× Gold2   | Platin1      | 2.100.000  | bpi.co.uk            |
| Insgesamt                                                                                    | 6× Silber6 | 17× Gold17 | 49× Platin49 |            |                      |